# Tapinoma gibbosum
Tapinoma gibbosum é uma espécie de formiga do gênero Tapinoma.